# The Bad Seed
The Bad Seed is een Amerikaanse thriller-horrorfilm uit 1956 onder regie van Mervyn LeRoy. De productie werd genomineerd voor de Oscars voor beste camerawerk, beste hoofdrolspeelster (Nancy Kelly) en twee keer in de categorie beste bijrolspeelster (zowel Eileen Heckart als Patty McCormack). Heckart won daadwerkelijk de Golden Globe voor beste bijrolspeelster, waar McCormack ook hier eveneens voor was genomineerd.

## Verhaal
Christine Penmark heeft al sedert haar kinderjaren nachtmerries en haar dochtertje moordneigingen. Langzaamaan wordt duidelijk dat de nachtmerries, de moordneigingen en haar liefhebbende man verband houden met elkaar.

## Rolverdeling
| Acteur          | Personage         |
| --------------- | ----------------- |
| Nancy Kelly     | Christine Penmark |
| Patty McCormack | Rhoda Penmark     |
| Evelyn Varden   | Monica Breedlove  |
| Henry Jones     | Leroy Jessup      |
| Eileen Heckart  | Agathe Daigle     |
| William Hopper  | Kenneth Penmark   |
| Paul Fix        | Richard Bravo     |
| Shelley Fabares | Margie            |